# کیرنلی، ویکتوریا
کیرنلی (به انگلیسی: Cairnlea) یک حومه شهر در استرالیا است که در ویکتوریا (استرالیا) واقع شده‌است.